# کوکولوگو

کوکولوگو شهری در شهرستان کوکولوگو در استان بولکیمده در بورکینافاسوی غربی مرکزی است جمعیت آن ۹۷۰۴ نفر است.